# Seigneurie de Vincelotte
La seigneurie de Vincelotte était une seigneurie lors de la colonisation française de la Nouvelle-France. Elle était située dans l'actuelle municipalité régionale de comté de Montmagny dans la région de la Chaudière-Appalaches.

## Histoire
La seigneurie de Vincelotte mesurant une lieue de front par une lieue de profond fut concédé à Geneviève de Chavigny qui était la veuve de Charles Amiot de Vincelotte le 3 novembre 1672. Le 1er février 1693, la seigneurie de Vincelotte est augmenté d'une lieue de front par deux lieues de profond à la demande de Joseph Amiot de Vincelotte par Louis de Buade de Frontenac et l'intendant Jean Bochart de Champigny.